# Simon Dominic
Jung Ki-seok (Hangul: 정기석 - Hán Việt: Trịnh Kỳ Tích); sinh ngày 9 tháng 3 năm 1984), được biết đến nhiều hơn với nghệ danh sân khấu Simon Dominic, hay còn gọi là Simon D, là một nghệ sĩ hip hop, nghệ sĩ thu âm và là đồng giám đốc điều hành hãng thu âm hip hop Hàn Quốc độc lập AOMG cùng với người sáng lập Jay Park. Anh cũng là thành viên của bộ đôi hip-hop Supreme Team. Nghệ danh sân khấu của anh là sự kết hợp giữa Simon - nhân vật của Wesley Snipes từ bộ phim Demolitionman, và Dominic - tên thánh của anh.

## Sự nghiệp
Simon Dominic xuất hiện đầu tiên trên sân khấu hip hop underground Hàn Quốc dưới cái tên K-Outa.
Anh và rapper E-Sens thành lập bộ đôi hip hop Supreme Team năm 2009. Họ đã thắng nhiều giải thưởng lớn trong sự nghiệp của họ, bao gồm giải Best New Male Group tại 2009 Mnet Asian Music Awards và  giải Hip Hop Award tại 2010 Golden Disk Awards. Nhóm tan rã năm 2013 khi E-Sens rời nhóm để bắt đầu sự nghiệp solo.
Simon Dominic rời công ty quản lý của Supreme Team,  Amoeba Culture năm 2014 và trở thành đồng CEO  hãng thu âm độc lập của Jay Park, AOMG, nơi anh phát hành những sản phẩm âm nhạc hiện tại.
Năm 2015, Simon Dominic đã trở lại với sự ra mắt mini-album đầu tiên, "Won & Only" sau nhiều thời gian gián đoạn. Đĩa đơn của anh phát hành sau đó đã thu về nhiều thành công hơn ca khúc cùng tựa đề của cả album. Đĩa đơn "Simon Dominic" giành được chứng nhận All-Kill trên các bảng xếp hạng chỉ sau 3 ngày ra mắt và giành được #2 trên bảng xếp hạng Gaon Digital Chart hàng tuần.  Anh hiện đang xuất hiện với vai trò Ban giám khảo và Nhà sản xuất của mùa thứ 5 chương trình TV - cuộc thi rap Show Me The Money.

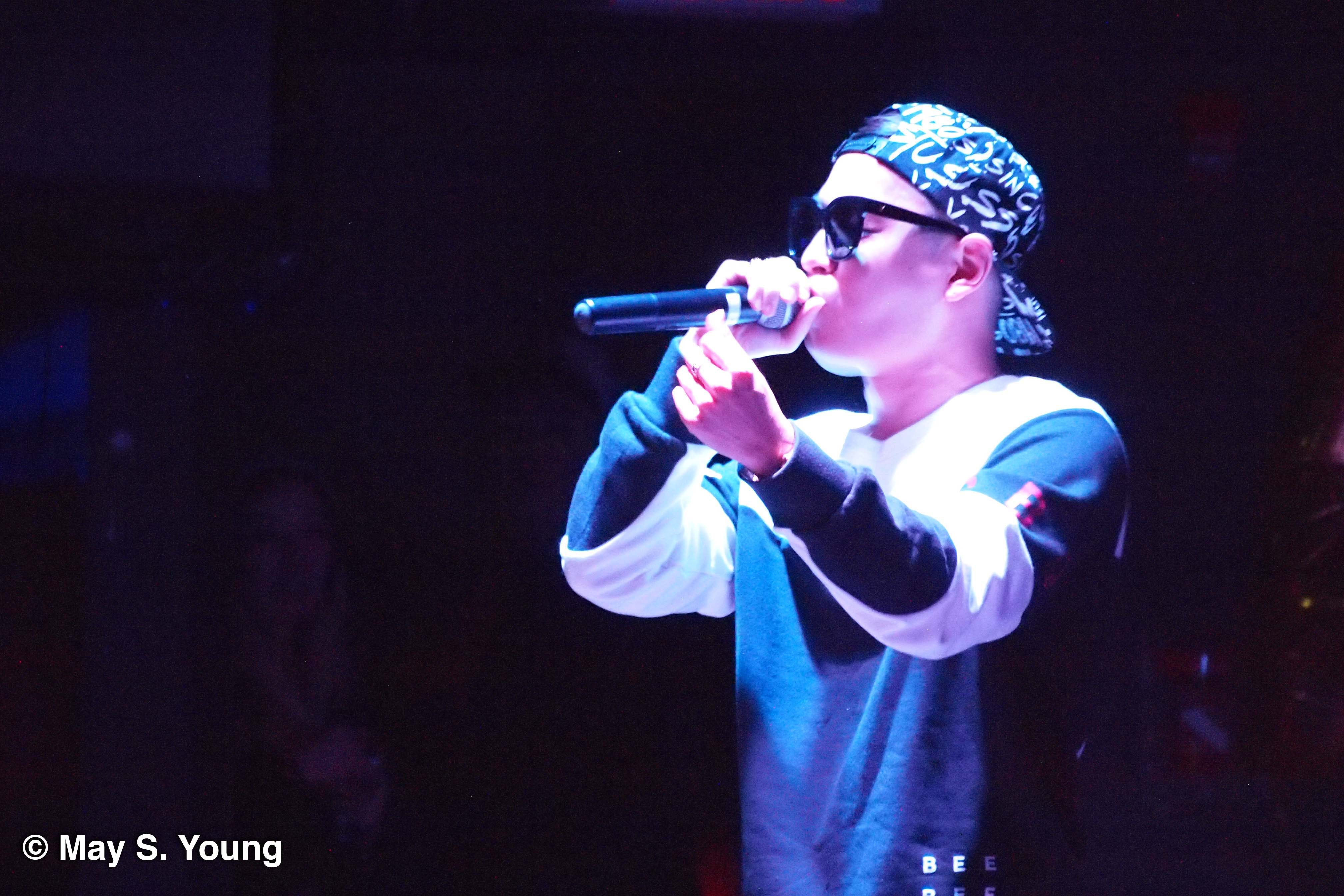
Simon Dominic

## Danh sách đĩa nhạc

### Album
| Tựa đề                    | Ghi chú                                              |
| ------------------------- | ---------------------------------------------------- |
| I Just Wanna Rhyme Vol. 1 | - Phát hành: ngày 6 tháng 4 năm 2008 - Mixtape       |
| SNL League Begins         | - Phát hành: ngày 7 tháng 10 năm 2011 - Studio album |
| Won & Only                | - Phát hành: ngày 21 tháng 8 năm 2015 - Mini album   |

### Đĩa đơn
| Năm                                               | Tựa đề                                         | Thứ hạng cao nhất | Doanh số (tải về) | Album             |
| Năm                                               | Tựa đề                                         | HQ                | Doanh số (tải về) | Album             |
| ------------------------------------------------- | ---------------------------------------------- | ----------------- | ----------------- | ----------------- |
| 2007                                              | "Lonely Night"                                 | —                 | —                 | —                 |
| 2011                                              | "Hero"                                         | 28                | - HQ: 291.474+    | SNL League Begins |
| 2011                                              | "Stay Cool" (hợp tác với Zion.T)               | 22                | - HQ: 404.176+    | SNL League Begins |
| 2011                                              | "Cheerz"                                       | 10                | - HQ: 1.061.0391+ | SNL League Begins |
| 2015                                              | "Simon Dominic"                                | 2                 | - HQ: 786.923+    | Won & Only        |
| 2015                                              | "Won & Only (₩ & ONLY)" (hợp tác với Jay Park) | 32                | - HQ: 129.599+    | Won & Only        |
| "—" cho biết bài hát không lọt vào bảng xếp hạng. |                                                |                   |                   |                   |

### Music videos
- Lonely Night (2007)
- Stay Cool (2011)
- Cheerz (2011)
- M&D – 뭘봐 (Close Ur Mouth Song) (2011)
- ₩ & Only (Won & Only) (2015)
- Simon Dominic-Simon Dominic (2015)

### Hợp tác/Khác
- [2005.05.16] Addsp2ch – Elements Combined (#10 A Legend (feat. Simon Dominic))
- [2005.11.21] Mild Beats – Loaded (#9 Against (feat. Addsp2ch, Simon Dominic for Illest Konfusion))
- [2006.04.xx] Keslo – Street Level Vol. 1 (#10 Victim of Steam (feat. Simon Dominic))
- [2006.12.05] I.F – More Than Music (#15 Hip Hop For Respect (feat. Verbal Jint, JAZ, TBNY (Yankie, Topbob), Vasco, Simon Dominic, Garion (Meta, Nachal), Dok2 (All Black), sean2slow, MC Sungcheon))
- [2007.02.22] DJ Schedule-1 – Fight 4 Right (#5 Rip It Bitch (feat. Vasco, Simon Dominic))
- [2007.02.24] Loptimist – 22 Channels (#20 The Triumph (feat. Simon Dominic))
- [2007.03.06] Jiggy Fellaz – Xclusive (#7 Simon Dominic feat.Wimpy – Night Riders (Bameul Geotneun Sorikkun))
- [2007.07.10] Ja – JA01 (#11 Romantic Sense (feat. Simon Dominic))
- [2007.09.11] Vasco – Deombyeora Sesanga (#14 Upgrade 2k7 (feat. LEO, KEKOA, Simon Dominic, E-Sens, J-Dogg, Nuckdive, Marco, Digiry, Basick, Sleepy Dawg, The Action, Outlaw & The Quiett))
- [2007.10.25] Outsider – Soliloquist (#10 Hyper Soar (feat. Simon Dominic))
- [2007.11.12] Primary Score – First Step (#3 Beautiful Struggle (with E-Sens, Simon Dominic, Kim Ji Seok), No. 10 City Soul (with Dok2, Simon Dominic, Mild Beats))
- [2007.11.23] Turbo – 2007 Hoesang (#1 Hoesang (2007 Hiphop Ver.) (Rap. Simon D))
- [2007.12.18] The Quiett – The Real Me (#8 Give It To H.E.R. (feat. Leo Kekoa, Simon Dominic, Dok2))
- [2008.02.19] Minos – Ugly Talking (#2 Ugly Talkin' (feat. Simon Dominic), No. 10 Bite A Fake (feat. Simon Dominic, E-Sens, Dok2, DJ Pumpkin))
- [2008.03.27] E-Sens – New Blood, Rapper Vol.1 (#3 Pittong (feat. Simon Dominic), No. 18 Hangugeseo (feat. Simon Dominic))
- [2008.04.24] Buga Kingz – The Menu (#10 Die-t (feat. Simon Dominic))
- [2008.04.29] Loptimist – Mind-Expander (#3 Amnesia (feat. Simon Dominic, Lady Jane))
- [2008.05.08] Aquibird – Whose Dream (#4 Lady Jane (feat. Simon Dominic))
- [2008.06.11] Alex – My Vintage Romance (#13 Miss. Understand (feat. Simon Dominic))
- [2008.08.12] Swings – No. 1 (#24 Chupa Chups (feat. Simon Dominic))
- [2009.01.05] Nuoliunce – The Mission (#5 I Won't Give Up (feat. Jinbo, Simon Dominic, Dok2))
- [2009.02.19] Dynamic Duo – Ballad for Fallen Soul Part 1 (#1 Jansori (feat. Simon Dominic For Supreme Team))
- [2009.03.27] Epik High – Hon: Map the Soul (#10 8 By 8, Part 2 (feat. MYK, Minos, Paloalto, The Quiett, Verbal Jint, Kebee, E-Sens, Simon Dominic))
- [2009.07.28] P'Skool – Daily Apartment (#11 Janchi People (feat. Simon Dominic of Supream Team))
- [2009.10.07] Dynamic Duo – Band of Dynamic Brothers (#10 Wolgwangjeung (Moonstruck) (feat. Simon D))
- [2011.01.21] K.Will – Giga Cha (#1 Giga Cha (feat. Simon D of Supreme Team & Hyo Rin of SISTAR))
- [2011.03.30] Tony An – Thank U (#1 Thank U (feat. Simon D))
- [2011.10.20] Huckleberry P – Min in Black (#7 History Is Made at Night (feat. Simon Dominic))
- [2011.12.26] Young Jun – Kkotboda Geudaega (#1 Kkotboda Geudaega (feat. Simon D))
- [2012.01.04] Dynamic Duo – DYNAMICDUO 6th DIGILOG 2/2 (#5 Ohae (Misunderstood) (feat. Simon D, Haengju))
- [2012.01.09] Piggy Dolls – Sarangi Mwogillae (#1 Sarangi Mwogillae (feat. Simon D))
- [2012.01.20] Young Jun – Easy (#8 Kkotboda Geudaega (feat. Simon D))
- [2012.05.25] Leessang – Unplugged (#8 Saramdeureun Modu Byeonhanabwa (feat. Jeon Gin, Simon D))
- [2012.05.31] Primary – Primary And the Messenger (#2 Ipjangjeongni (feat. Choiza, Simon D))
- [2012.09.08] Immortal Songs 2: Singing the Legend "Choi Sung Soo" Pyeon (#2 Purip Sarang)
- [2012.10.08] Jtong – Mohikangwa Member (#9 Hollansogui Hyeongjedeul (feat. Beenzino, Zion.T, Simon D))
- [2012.10.16] Ailee – Invitation (#5 Shut Up (feat. Simon D))
- [2012.12.29] Immortal Songs 2: Singing the Legend "Troteu Big 4 Teukjib" 2 pyeon (#6 Sarangui Ireumpyo (feat. Zion.T))
- [2014.06.05] Crush - Crush On You (#9 Give It To Me (ft. Jay Park & Simon D))
- [2014.09.01] Jay Park - Evolution [Deluxe Edition] (#9 Metronome (feat. Simon Dominic & Gray))
- [2016.06.10] Tiffany - Heartbreak Hotel (#1 Heartbreak Hotel (feat. Simon D))

## Chương trình TV

### Chương trình tạp kĩ
| Năm       | Chương trình                         | Ghi chú                                                    |
| --------- | ------------------------------------ | ---------------------------------------------------------- |
| 2010-2011 | School Variety 100 Points Out of 100 | Thành viên chính thức                                      |
| 2010-2011 | Hot Brothers                         | Thành viên chính thức                                      |
| 2010      | Late Night Variety Star              | Khách mời, tập 18                                          |
| 2010      | Come to Play                         | Khách mời, tập 309                                         |
| 2010      | 1000 Songs Challenge                 | Khách mời                                                  |
| 2010      | Happy Together                       | Khách mời, tập 156                                         |
| 2011      | Come to Play                         | Khách mời, tập 349                                         |
| 2011      | Saturday Freedom                     | Khách mời, tập 1,2,3                                       |
| 2011      | Fun Quiz Club                        | Khách mời                                                  |
| 2011      | Running Man                          | Khách mời, tập 59                                          |
| 2011      | Secret                               | Khách mời, tập 1, 2, 3 (KBS)                               |
| 2011      | Happy Together                       | Khách mời, tập 193                                         |
| 2012      | Volume Ten                           | Khách mời                                                  |
| 2012      | Immortal Songs: Singing the Legend   | Khách mời, tập 65, 80, 81.                                 |
| 2013      | Running Man                          | Khách mời, tập 127                                         |
| 2013      | Gag Concert                          | Khách mời                                                  |
| 2014      | Radio Star                           | Khách mời                                                  |
| 2014      | Tablo's Dreaming Radio               | Khách mời, tập ngày 04/09 và 23/10                         |
| 2014      | Mix & Match                          | Giám khảo khách mời, tập 5, 6                              |
| 2014      | You Hee-yeol's Sketchbook            | Khách mời                                                  |
| 2015      | MAPS                                 | Thành viên chính thức                                      |
| 2015      | Witch Hunt                           | Khách mời, tập 108                                         |
| 2015      | Hello Counselor                      | Khách mời                                                  |
| 2015      | King of Mask Singer                  | Người dự thi                                               |
| 2015      | Tablo's Dreaming Radio               | Khách mời                                                  |
| 2015      | You Hee-yeol's Sketchbook            | Khách mời, tập 287                                         |
| 2016      | Please Take Care of My Refrigerator  | Khách mời, tập 64, 65                                      |
| 2016      | Two Yoo Project Sugar Man            | Khách mời, tập 23                                          |
| 2016      | Show Me the Money Season 5           | Ban giám khảo, Nhà sản xuất                                |
| 2016      | SNL Korea                            | Người tổ chức, tập 154                                     |
| 2016      | SNL Korea AOMG                       | Khách mời, tập "3 minutes boyfriend" (Hội bạn trai 3 phút) |
| 2016      | SNL Korea AOMG                       | Khách mời, tập "Học tán trai cùng Simon D"                 |
| 2016      | SNL Korea AOMG                       | Khách mời, nhiều tập                                       |
| 2016      | SNL Korea 7                          | Khách mời, tập 16                                          |
| 2018      | Let's Eat Dinner Together            | Khách mời, tập 96, tham gia cùng Jay Park                  |
| 2018      | I Live Alone (TV series)             | Khách mời, tập 249 và 250                                  |
| 2019      | I Can See Your Voice Season 6        | Khách mời, tập 3, tham gia cùng Loco, GRAY, Code Kunst     |
| 2020      | Hang out with Yoo                    | Khách mời, tập 36 và 40, 45                                |

### Sitcoms
| Năm  | Tựa đề   | Ghi chú                                                                                       |
| ---- | -------- | --------------------------------------------------------------------------------------------- |
| 2012 | Stand By | Simon Dominic đóng vai Ssam D trong thời gian chương trình phát sóng từ tháng 4 đến tháng 10. |

## Giải thưởng

### Solo
| Năm  | Ca khúc đề cử | Giải thưởng                  | Đề mục               | Kết quả |
| ---- | ------------- | ---------------------------- | -------------------- | ------- |
| 2011 | "Cheerz"      | 13th Mnet Asian Music Awards | Best Rap Performance | Đề cử   |